# 大塘镇 (雷山县)
大塘镇，是中华人民共和国贵州省黔东南苗族侗族自治州雷山县下辖的一个乡镇级行政单位。
2013年5月24日，贵州省人民政府批复同意撤销大塘乡、桃江乡，合并设置大塘镇，镇人民政府驻新桥村。

## 行政区划
大塘镇下辖以下地区：
大塘乡社区、新桥村、咱刀村、新联村、独南村、也耶村、新塘村、桥港村、掌批村、排里村、也宜村、交腊村、高岩村、水溪村、鸡鸠村、平寨村、掌坳村、小河村、乌独村、桃江村、干角村、岩寨村、三湾村、干脑村、乔仿村、乔兑村、掌雷村、南脑村、龙河村、年显村、乌勇村、桥王村和两洋村。

## 中国传统村落
2013年8月，新桥村、掌坳村、独南村、岩寨村、掌雷村、龙河村被评为第二批中国传统村落。